# Нейбауэр, Отто
Отто Нейбауэр (нем. Otto Neubauer; 8 апреля 1874, Карлсбад — 24 ноября 1957, Оксфорд) — немецкий медик еврейского происхождения.
Сын врача. Окончил гимназию в Хомутове и Пражский университет, в 1898 году получил диплом доктора медицины; учился у Карла Хупперта. Затем стажировался в Базеле у Фридриха фон Мюлера.
С 1902 г. жил и работал в Мюнхене. В 1908 г. габилитировался, защитив диссертацию «О распаде аминокислот в здоровом и больном организме» (нем. Über den Abbau der Aminosäuren im gesunden und kranken Organismus). С 1911 г. экстраординарный профессор Мюнхенского университета, затем в 1918—1933 гг. заведующий отделением в больнице в Швабинге. Уволен после прихода к власти нацистов, но в 1939 г. смог эмигрировать в Великобританию, где и прожил оставшуюся часть жизни, работая в Оксфордском университете над проблемами онкологии.
Имя Нейбауэра носят унифицированная бензальдегидная проба Нейбауэра для определения содержания уробилиноидов в моче и глицилтриптофановая проба Нейбауэра—Фишера для определения пептолитической активности желудочного сока при аденокарциноме желудка (1909).
Был женат (с 1939 г.) на Лилли Каролине Кассирер (1876—1962), ранее жене музыканта Фрица Кассирера. Среди учеников Нейбауэра были Зигфрид Таннхаузер, Рудольф Шиндлер и Конрад Добринер.